# William Wallace Lincoln
William Wallace "Willie" Lincoln (21 de diciembre de 1850 –  20 de febrero de 1862) fue el tercer hijo de Abraham Lincoln y Mary Todd Lincoln. Fue llamado así en honor al cuñado de Mary, el Dr. William Wallace.

## Años en Springfield
Willie y su hermano más joven Tad, eran considerados "Infiernos notorios" cuándo vivían en Springfield. Fueron apodados así por el socio legal de Abraham, William Herndon, por desordenar en su bufete de abogados: sacando los libros de los estantes mientras su padre parecía ajeno a sus comportamientos.

## Años en la Casa Blanca
Después de la elección de su padre como presidente, Willie y Tad se fueron a la Casa Blanca y la convirtieron en su nuevo patio de recreo. A petición de la Sra. Lincoln, Julia Taft trajo a sus hermanos menores, "Bud" de 12 años y "Holly" de 8 años, a la Casa Blanca y se convirtieron en compañeros de juegos para Willie y Tad.

## Enfermedad y muerte
Willie y Tad enfermaron a principios de 1862. Mientras Tad no estaba tan afectado, la condición de Willie empeoró día tras día. La causa más probable de la enfermedad era fiebre tifoidea, que generalmente se contrae por el consumo de alimentos y bebidas contaminados. La Casa Blanca tomaba su agua del Río Potomac, en cuyas orillas habían acampado miles de soldados y caballos. Gradualmente Willie se debilitó, y sus padres pasaban mucho tiempo al lado de su cama. Finalmente, el jueves, 20 de febrero de 1862, a las 5:00 p. m., Willie murió. Abraham dijo, "Mi pobre chico. Era demasiado bueno para este mundo. Dios lo ha llamado a su casa. Sé que él está mucho mejor en el Cielo, pero entonces lo amamos tanto. Es duro, duro tenerlo muerto!"
Ambos padres estaban profundamente afectados. Su padre no regresó a trabajar durante tres semanas. El hermano más joven de Willie, Tad, lloró casi un mes porque él y Willie eran muy unidos. Lincoln no publicó un comunicado oficial por cuatro días. Mary estaba tan afectada que Lincoln temió por su cordura.
Willie fue enterrado en el cementerio Cerro del Roble en Georgetown. Después de que su padre fuera asesinado en 1865, el ataúd de Willie fue exhumado y movido a una tumba provisional. Fue reenterrado en el cementerio Cresta de Roble en Springfield, Illinois el 19 de septiembre de 1871, junto a los restos de su padre y su hermano Eddie, sosteniendo un pañuelo azul. Tad y Mary Todd Lincoln fueron más tarde enterrados en la misma tumba.